# تپه الوند
تپه الوند مربوط به دوران پیش از تاریخ ایران باستان است و در الوند، جنوب شرقی شهر واقع شده و این اثر در تاریخ ۲۵ اسفند ۱۳۷۹ با شمارهٔ ثبت ۳۱۵۱ به‌عنوان یکی از آثار ملی ایران به ثبت رسیده است.